# Rivière de Mont-Saint-Pierre
Pour les articles homonymes, voir Saint-Pierre et Mont-Saint-Pierre.
La rivière de Mont-Saint-Pierre est un affluent du littoral sud de l'estuaire maritime du Saint-Laurent. Elle coule successivement dans le canton de Boisbuisson, dans la municipalité de Rivière-à-Claude et dans la municipalité de Mont-Saint-Pierre, dans la municipalité régionale de comté (MRC) de La Haute-Gaspésie, dans la région administrative de la Gaspésie-Îles-de-la-Madeleine, au Québec, au Canada.
La route Pierre-Godefroi-Coulombe traverse cette vallée dans le sens nord-sud par la rive est dans la partie supérieure de la rivière et par la rive ouest dans la partie inférieure de la rivière. Cette route panoramique offre aux visiteurs un magnifique panorama d'une vallée encastrée entre les plus hautes montagnes de la péninsule gaspésienne.

## Géographie
La rivière de Mont-Saint-Pierre prend sa source au lac à Pierre (longueur : 0,6 km ; altitude : 546 m), dans le canton de Boisbuisson, dans la municipalité de Mont-Saint-Pierre, dans le Parc de conservation de la Gaspésie, dans les monts Chic-Chocs qui font partie des Monts Notre-Dame.
Ce lac de tête est situé en zone forestière et montagneuse à 18,8 km au sud du littoral sud de l'estuaire maritime du Saint-Laurent, à 5,2 km au sud de la limite l'ouest de la limite du canton de Boisbuisson et de la réserve faunique des Chic-Chocs ; et à 5,2 km au sud de la limite sud de la municipalité de Rivière-à-Claude. En sus, cette rivière est située à 7,7 km à l'est du mont Sainte-Anne et à 7,5 km à l'est du sommet du mont de La Passe.
La rivière de Mont-Saint-Pierre est située entre la rivière de Mont-Louis (côté est) et la rivière à Claude (côté ouest). Le haut de la vallée de la rivière de Mont-Saint-Pierre est enlignée dans le sens nord-sud avec le haut de la vallée de la rivière Madeleine Nord (rivière Madeleine).
À partir du lac de tête, la rivière de Mont-Saint-Pierre coule sur 32,0 km répartis selon les segments suivants :
- 2,3 km vers le nord, en longeant la limite est du canton de Boisbuisson, jusqu'à la confluence de la décharge (venant de l'ouest) du lac du Syndicat, du lac de la Tonne, du lac Rond et du lac à Tremblay ;
- 5,3 km vers le nord dans une vallée encaissée, en recueillant les eaux du ruisseau de Camp à Guelou, jusqu'à la limite sud de la municipalité de Rivière-à-Claude ;
- 4,4 km vers le nord, jusqu'à la coulée à Maxime (venant de l'ouest) ;
- 7,9 km vers le nord-est, en recueillant les eaux de la coulée du Camp de Chasse (venant du nord-ouest), la "coulée des Pins" (venant du nord-ouest) et la coulée à McKenville (venant du nord-ouest), jusqu'à la limite sud-ouest de la municipalité de Mont-Saint-Pierre ;
- 1,6 km vers le nord-est dans la municipalité de Mont-Saint-Pierre, jusqu'à la confluence de la branche de l'Est (venant du sud) ;
- 7,6 km vers le nord en formant une courbe vers l'ouest, jusqu'au pont routier ;
- 2,9 km vers le nord-est, en traversant sous le pont de la route 198, jusqu'à sa confluence[3].

La rivière de Mont-Saint-Pierre se déverse dans l’anse de Mont-Saint-Pierre, dans la partie est du petit village de Mont-Saint-Pierre, sur le littoral sud de l'estuaire maritime du Saint-Laurent. Cette confluence est située du côté ouest du Mont-Saint-Pierre et du côté est du Mont Georges-Cloutier.

## Toponymie
Le toponyme rivière de Mont-Saint-Pierre a été officialisé le 17 août 1978 à la Commission de toponymie du Québec.